# Ekkehard Wenger
Ekkehard Wenger (* 29. Mai 1952 in Stuttgart) ist ein deutscher Wirtschaftswissenschaftler.

## Leben
Nach dem Abitur 1971 am Wagenburg-Gymnasium in Stuttgart studierte Wenger Physik und Wirtschaftswissenschaft in Stuttgart und München. 1986 habilitierte er sich mit der Schrift Freiwillig vereinbarte und erzwungene Organisationsregeln – Eine Analyse ihrer Wirkungen, dargestellt am Beispiel von Beschäftigungsverhältnissen in München. Von 1987 bis 2018 war er Professor für Betriebswirtschaftslehre, Bank- und Kreditwirtschaft an der Universität Würzburg. Er hat im Anschluss Deutschland verlassen.
Wenger ist außerhalb des akademischen Betriebs insbesondere als Vertreter von Kleinaktionären bei Hauptversammlungen großer deutscher börsennotierter Aktiengesellschaften und aufgrund dort geäußerter Kritik an den Unternehmensleitungen bekannt geworden. Er gilt als „streitbarer Anwalt der Kleinaktionäre“ und „Hauptversammlungsschreck“.

## Veröffentlichungen (Auswahl)
- Kursreaktionen auf steuerlich veranlasste Sonderausschüttungen – Die Auskehrung von EK 56 im Jahre 1994 (gemeinsam mit Chr. Kaserer), in: Zeitschrift für Bankrecht und Bankwirtschaft. Heft 1, 15. Februar 2005, S. 1–72.
- Aktienkursgebundene Management-Anreize: Erkenntnisse der Theorie und Defizite der Praxis (gemeinsam mit L. Knoll), in: Betriebswirtschaftliche Forschung und Praxis. Heft 6, 1999, S. 565–591.
- Verfassungsbeschwerde gemäß § 93 Abs. 3 BVerfGG, in: Zeitschrift für Steuern und Recht. 5. Jg., Heft 19, 15. Okt. 2008, S. 300–309.
- Unternehmenserhaltung und Gewinnbegriff – die Problematik des Nominalwertprinzips aus handels- und steuerrechtlicher Sicht. Wiesbaden, 1981.
- Die erfolgskonforme Abbildung von Zins- und Währungsswaps in der Handels- und Steuerbilanz (gemeinsam mit Chr. Kaserer und R. Bayer). In: DStR – Deutsches Steuerrecht. 33. Jg., 1995, S. 905–960.